# Jetsun Pema (drottning av Bhutan)
Jetsun Pema (dzongkha: རྗེ་བཙུན་པདྨ་), född 4 juni 1990 i Thimphu, är drottning av Bhutan sedan giftermålet med kung Jigme Khesar Namgyel Wangchuck 13 oktober 2011.
Jetsun Pema är näst äldst av fem syskon. Hennes syster Yeatso Lhamo är gift med kungens yngre bror prins Jigme Dorji Wangchuck. Jetsun Pema är utbildad i Bhutan, Indien och på Regent's University i London där hon studerade internationella relationer, psykologi och konsthistoria.
Förlovningen med Jigme Khesar Namgyal Wangchuck offentliggjordes i samband med parlamentets öppnande 20 maj 2011. Bröllopet hölls 30 oktober 2011 i dzongen Punakha Dzong. Vigselceremonin hölls i Punakha och följdes av offentliga festligheter i Thimphu och Paro.
Den 5 februari 2016 föddes kungaparets första barn, kronprins Jigme Namgyel Wangchuck. Sonen föddes på Lingkanapalatset i Thimphu. Den 19 mars 2020 föddes parets andra son, prins Jigme Ugyen Wangchuck.